# Nekrolog 1344
Nekrolog
◄◄
| ◄
| 1340
| 1341
| 1342
| 1343
| 1344 | 1345 | 1346 | 1347 | 1348 | ► | ►►
Weitere Ereignisse | Allgemeiner Nekrolog 1344
Die Beschreibung der verstorbenen Person sollte so kurz wie möglich gehalten sein und nur deren signifikante Tätigkeit(en) enthalten.
Neue Namen ggf. auch unter dem Geburts- und Sterbedatum, also etwa unter 1. Januar und im Geburts- und Sterbejahr (2024) eintragen (nur bei entsprechender großer Wichtigkeit). Für Beispiele siehe die schon vorhandenen Artikel.
Außerdem über die fünf zuletzt Verstorbenen, zu denen es einen ausreichend guten Artikel für eine Präsentation auf der Hauptseite gibt, nach der todesbedingten Überarbeitung der Artikel ggf. auch unter Wikipedia Diskussion:Hauptseite informieren und sie am besten auch in den anderen Wikipedia-Sprachversionen eintragen. Tipp: Regelmäßig bei news.google.de nach „ist tot“, „gestorben“ oder „verstorben“ suchen.
Wenn eine Person gestorben ist, gibt es viele Seiten zu dieser Person in der Wikipedia, die davon auch betroffen sind und entsprechend aktualisiert werden müssen. Beispiele: Namenübersichtsseite, Geburtsjahr, Geburtsort-Seiten und viele mehr.
Wie finde ich die betroffenen Seiten?
Im Suchfeld auf der linken Seite gibt man den Suchbegriff so ein: „Vorname Nachname“. Dann klickt man auf Volltext und alle Seiten mit entsprechendem Suchtext werden aufgerufen. Hier sieht man dann schnell, wo auch das Todesjahr Sinn macht oder sogar ein Teil des Artikels angepasst werden muss. Auch hilft das „Werkzeug“ auf der linken Seite sehr gut, um solche Seiten aufzufinden: „Links auf diese Seite“. Somit ist die Wikipedia wieder aktuell in allen Bereichen! Hinweis: bei Eintragung der Kategorie „Gestorben JAHR“ wird der Missbrauchsfilter 49 ausgelöst, was jedoch nicht schlimm ist. Siehe: Spezial:Missbrauchsfilter/49
Dies ist eine Liste von im Jahr 1344 verstorbenen bekannten Persönlichkeiten. Die Einträge erfolgen innerhalb der einzelnen Daten alphabetisch sortiert. Tiere sind im Nekrolog für Tiere zu finden.

## Januar
| Tag        | Name                | Beruf, bekannt als                                                     | Alter | Beleg |
| ---------- | ------------------- | ---------------------------------------------------------------------- | ----- | ----- |
| 11. Januar | Thomas Charlton     | englischer Bischof von Hereford, Hofbeamter und Lordkanzler von Irland |       |       |
| 18. Januar | Raoul I. de Brienne | Graf von Eu und Guînes                                                 |       |       |
| 30. Januar | Chunghye Wang       | 28. König des Goryeo-Reiches und der Goryeo-Dynastie                   | 28    |       |

## Februar
| Tag         | Name                              | Beruf, bekannt als                     | Alter | Beleg |
| ----------- | --------------------------------- | -------------------------------------- | ----- | ----- |
| 10. Februar | Heinrich V. Schenk von Reicheneck | Fürstbischof von Eichstätt (1329–1344) |       |       |

## März
| Tag     | Name                       | Beruf, bekannt als                         | Alter | Beleg |
| ------- | -------------------------- | ------------------------------------------ | ----- | ----- |
| 9. März | Gertrud III. von Everstein | Äbtissin im Stift St. Cyriakus in Gernrode |       |       |

## April
| Tag       | Name             | Beruf, bekannt als                                               | Alter | Beleg |
| --------- | ---------------- | ---------------------------------------------------------------- | ----- | ----- |
| 17. April | Konstantin IV.   | König von Kleinarmenien                                          |       |       |
| 20. April | Levi ben Gershon | jüdischer Mathematiker, Philosoph, Astronom und Talmud-Gelehrter |       |       |

## Mai
| Tag    | Name         | Beruf, bekannt als  | Alter | Beleg |
| ------ | ------------ | ------------------- | ----- | ----- |
| 5. Mai | Johann Clare | Bischof von Samland |       |       |

## Juli
| Tag      | Name                    | Beruf, bekannt als               | Alter | Beleg |
| -------- | ----------------------- | -------------------------------- | ----- | ----- |
| 11. Juli | Ulrich III.             | Graf von Württemberg (1325–1344) |       |       |
| 25. Juli | Nikolaus von Frauenfeld | Bischof von Konstanz             |       |       |

## August
| Tag        | Name                     | Beruf, bekannt als                                                 | Alter | Beleg |
| ---------- | ------------------------ | ------------------------------------------------------------------ | ----- | ----- |
| 10. August | Leopold II. von Habsburg | Sohn des Herzogs Otto des Fröhlichen                               |       |       |
| 10. August | Simon I.                 | Landesherr der Herrschaft Lippe (1273–1344)                        |       |       |
| 12. August | Burchard Grelle          | deutscher Geistlicher, Erzbischof vom Erzbistum Bremen (1327–1344) |       |       |
| 13. August | Albert von Anfeld        | deutscher Zisterzienserabt                                         |       |       |
| 30. August | Otto                     | Herzog von Braunschweig-Lüneburg und Göttingen                     | 52    |       |

## September
| Tag          | Name              | Beruf, bekannt als        | Alter | Beleg |
| ------------ | ----------------- | ------------------------- | ----- | ----- |
| 1. September | Nikolaus von Banz | Administrator von Breslau |       |       |

## November
| Tag          | Name                   | Beruf, bekannt als                                  | Alter | Beleg |
| ------------ | ---------------------- | --------------------------------------------------- | ----- | ----- |
| 3. November  | Adolf II. von der Mark | Fürstbischof von Lüttich (1313–1344)                | 56    |       |
| 29. November | Gerhard von Lochem     | Syndicus der Hansestadt Lübeck und Lübecker Domherr |       |       |

## Dezember
| Tag          | Name                       | Beruf, bekannt als                                                                   | Alter | Beleg |
| ------------ | -------------------------- | ------------------------------------------------------------------------------------ | ----- | ----- |
| 2. Dezember  | Konrad von Salmansweiler   | Bischof von Gurk                                                                     |       |       |
| 13. Dezember | Friedrich II. von Habsburg | Sohn des Habsburgers Otto des Fröhlichen/Kühnen (1301–1339) und Elisabeth von Bayern |       |       |
| 24. Dezember | Heinrich IV.               | Graf von Bar                                                                         |       |       |
| 31. Dezember | Otto I.                    | Herzog von Pommern-Stettin                                                           |       |       |

## Datum unbekannt
| Tag | Name               | Beruf, bekannt als                                          | Alter | Beleg |
| --- | ------------------ | ----------------------------------------------------------- | ----- | ----- |
|     | Agnes von Tübingen | Erbin von Kellmünz und Sindelfingen                         |       |       |
|     | Albrecht IV.       | deutscher Adliger, Herzog von Sachsen-Lauenburg (1338–1344) |       |       |
|     | Amda Seyon I.      | äthiopischer Kaiser                                         |       |       |
|     | An-Nasir Ahmad I.  | Sultan der Mamluken in Ägypten (1342)                       |       |       |
|     | Simone Martini     | italienischer Maler                                         |       |       |
|     | Mieszko            | Herzog von Beuthen, Bischof von Neutra und Veszprém         |       |       |
|     | Sergio II. de Pola | venezianischer Adliger und Admiral                          |       |       |